# Ивановская областная библиотека для детей и юношества
Ивановская областная библиотека для детей и юношества (ИОБДЮ) расположена в городе Иваново и представляет собой информационно-образовательный центр для детей и молодёжи, главной задачей которого является популяризация чтения; является региональным методическим центром для библиотек, работающих с детьми и молодёжью.

## История
Открытое в 1922 году детское отделение Иваново-Вознесенской городской публичной библиотеки в 1927 году было выделено в качестве отдельной детской городской библиотеки. Сменив несколько адресов, в 1937 году библиотека переехала в своё современное здание по адресу Крутицкая улица, дом 9. С 1955 года получила статус областной детской библиотеки.
В 1967 году в Иванове была открыта также специализированная городская юношеская библиотека, получившая статус областной с 1975 года.
С 1991 по 1995 год основное здание детской библиотеки находилось на ремонте, и она временно работала в доме 18 по Пограничному переулку. В 1994 году Ивановский областной комитет по культуре и искусству принял решение об объединении двух библиотек, поэтому 19 мая 1995 года в отремонтированном здании детской библиотеки открылась объединённая Ивановская областная библиотека для детей и юношества.
С 1997 года при библиотеке работает Медиатека — информационный центр зарубежных культур, преобразованная из этнографического отдела, а также театр книги «Корноватка».
В 2002 году при библиотеке открыт Музей детской книги.

## Здание
Здание библиотеки было построено в конце XIX — начале XX веков по проекту архитектора П. А. Трубникова как один из корпусов Ситцепечатной фабрики Н. П. и Я. Н. Фокиных.
29 марта 1925 года здесь открылась первая в СССР механизированная фабрика-кухня имени В. И. Ленина, ставшая передовым для своего времени предприятием питания. Сама кухня размещалась на первом этаже и в подвале, а на втором этаже были обеденный зал, игровая комната и библиотека с читальным залом.
С 1937 года здесь работает детская библиотека.
Дом 9 по Крутицкой улице также является памятником архитектуры, выявленным объектом культурным наследием.
На 2016 год фонд библиотеки насчитывает 223 000 единиц печатной продукции, число пользователей превышает 30 тысяч человек.